# Малая кутора
Малая кутора (Neomys anomalus) — вид млекопитающих рода куторы, самая мелкая из кутор: длина её тела 7,3—8 см, вес 10,0—13,0 г. Менее других видов связана с водными местообитаниями, поэтому плавательные оторочки на её ступнях развиты слабо, а киль отчётливо заметен только на задней трети хвоста. Обитает в самых разных биотопах — от равнин до высокогорий, предпочитая буковые и буково-ясеневые леса, растущие по берегам ручьёв и небольших речек. На болотах встречается редко. Употребляет в пищу личинок веснянок, подёнок, стрекоз, а также личинок и имаго жуков, дождевых червей, сенокосцев, пауков. Размножается с апреля по август; в помёте 5—13 детёнышей.
Водится малая кутора в южной части Западной и Центральной Европы, на севере доходя до Среднего Рейна и Беловежской пущи, на востоке — до Воронежской и Орловской областей. Вид распространённый, но везде немногочисленный.